# Wolfau
Wolfau est une commune autrichienne du district d'Oberwart dans le Burgenland.

## Histoire

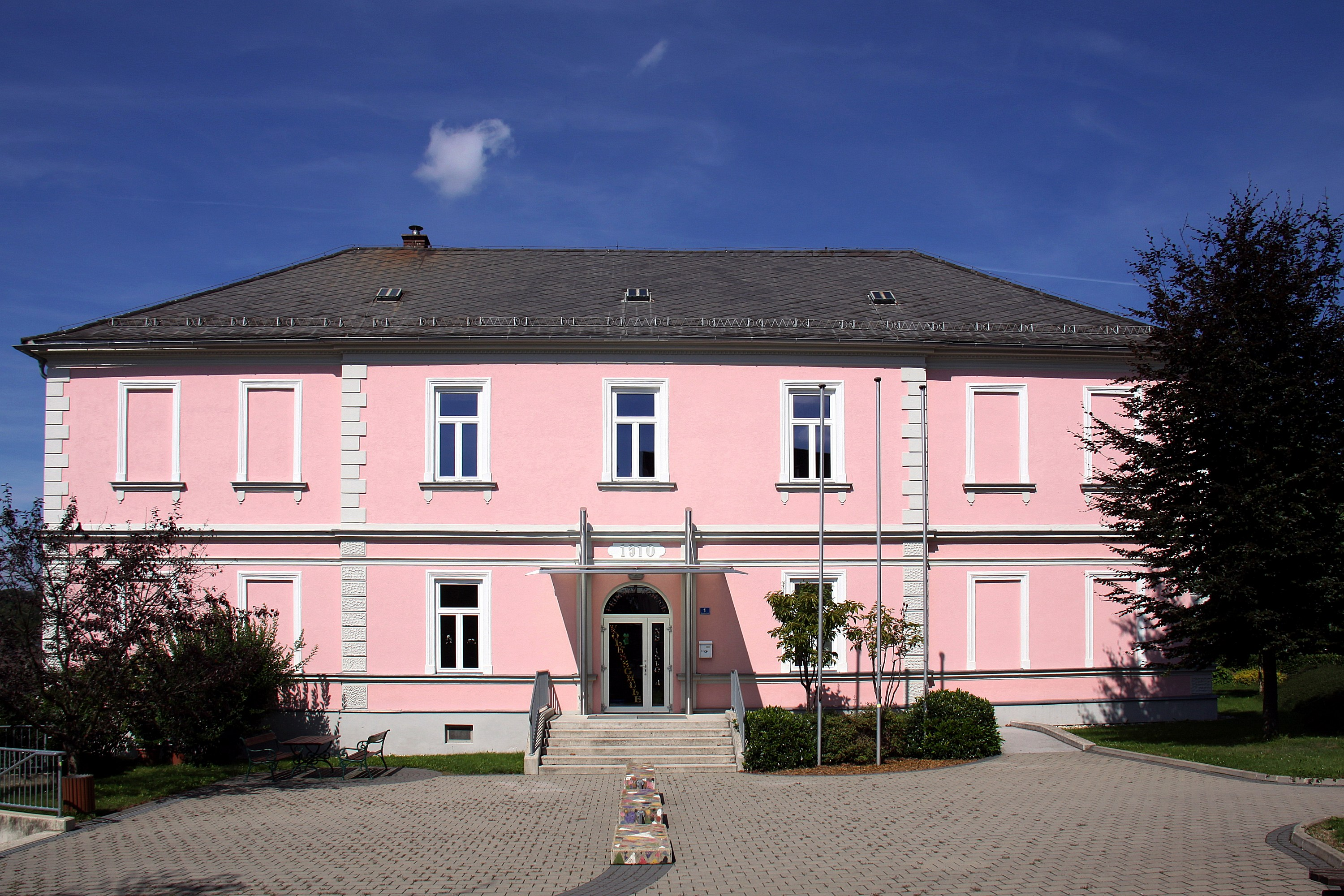
Elementary school in Wolfau, built 1910

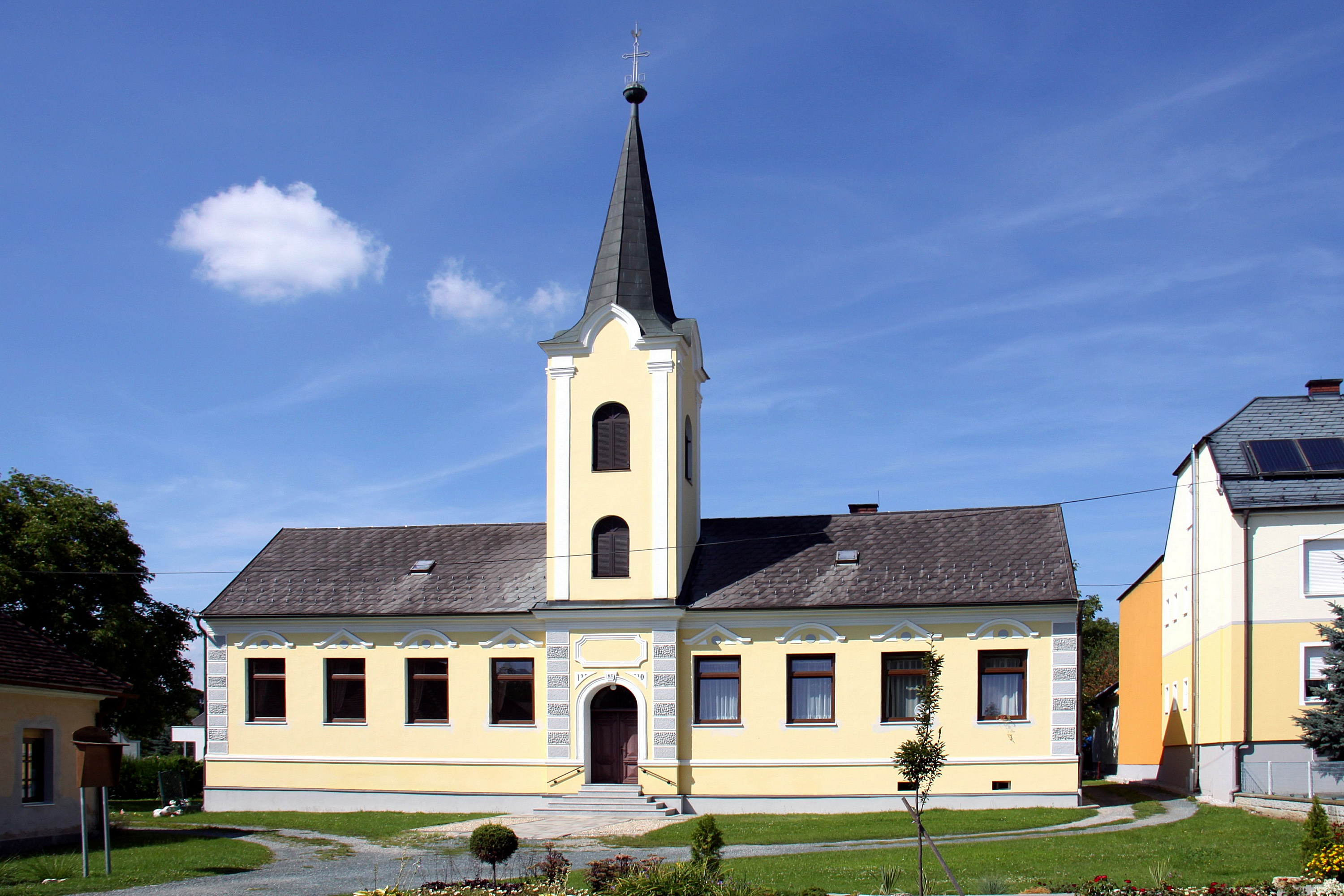
Protestant meeting house in Wolfau